# وينجي
وينجي (بالإنجليزية: Wingie) هو محرك بحث وصفي عن تذاكر الطيران تأسس في عام 2014 ومقره ألمانيا، يقوم بالبحث والمقارنة بين رحلات شركات الطيران بناء على السعر والتاريخ ووجهة السفر.

## آلية العمل
يساعد وينجي (Wingie) مستخدميه في الحصول على معلومات عن أسعار تذاكر الطيران ومدة السفر من خلال مقارنة مئات الآلاف من الرحلات للعديد من شركات الطيران. تقوم تكنولوجيا وينجي (Wingie) بالربط بين الرحلات الجوية التي لا تستطيع شركات الطيران الربط بينها من خلال تقنية الترانزيت الذكي، وهي تقنية بحث فريدة من نوعها تمكن المستخدمين من بلوغ وجهاتهم بالعبور المباشر أو ما يعرف بالترانزيت بسعر معقول أو خلال فترة قصيرة.
محرك بحث السفر وينجي (Wingie) متعدد اللغات، ولهذا فإنه من الممكن البحث باللغة الألمانية، الإنجليزية، الإسبانية، الروسية والعربية.